# Gyetvai Viktor
Gyetvai Viktor a  volt Független Diákparlament  egyik szervezője,  volt stratégiai koordinátora, egyik  egykori alapítótagja. 2014-től több közoktatási és felsőoktatási témájú, illetve  civil megmozdulás résztvevője-szervezője, 2016-tól pedig felszólalója illetve a 2016-os diáksztrájk kezdeményezés egyik szervezője. Az egykori Független Diákparlament kommunikációs és pénzügyi koordinátora volt.Jelenleg az  ADOM Alternatív Diákközpontú Oktatásért Mozgalom aktivistája. 2020 szeptemberében az ADOM diákmozgalomból alakult, Csongrád-Csanád Megyei Szegedi Törvényszéken bejegyzett, Alapítvány a Diákközpontú Oktatásért Alapítvány Kuratóriumának elnöke.Jelenleg Ausztriában, Bécsben él.

## Tanulmányai
Középiskolai tanulmányait a budapesti Trefort Ágoston Gyakorlóiskolában kezdte meg, azonban érettségi bizonyítványát már a szintén fővárosi Radnóti Miklós Gimnáziumban szerezte 2016-ban. Egyetemi tanulmányait az ELTE Társadalomtudományi Karának alkalmazott közgazdaságtan szakán végezte valamint felvételt nyert a Bécsi Egyetemre.

## Közéleti tevékenysége
2016. május 14-én, a Rendkívüli Országos Diákfórum gyűlése után a Magyar Idők hírportálnak a szervezet nevében a közoktatási szabályozás átláthatóságának, az érettségivel kapcsolatos szabályok felmenő rendszerben való bevezetésének fontosságáról nyilatkozott.
2018. január 19-re a Független Diákparlament tüntetést hirdetett. A szervezet nevében nyilatkozó Gyetvai szerint a demonstráció célja felhívni a figyelmet a közoktatási rendszerben tapasztalt hiányosságokra. A Kossuth téri tüntetésen körülbelül 2000-en vettek részt. 2018. március 15-én az Opera előtt tüntettek a diákok, ahol Gyetvai a reménytelenség miatt külföldre távozó fiatalokról beszélt, és élhető közoktatást követelt. A rendezvény után a tüntetők egy része a Nemzeti Múzeumhoz vonult.
2018. február 5-én az ATV Start közéleti műsor vendégeként nehezményezte, hogy a kormány nem veszi komolyan a Független Diákparlament EMMI-nek benyújtott javaslatait, és hogy a kormányzat nem hajlandó érdemben tárgyalni a diákszervezettel. Lázár János ugyanaznap a kormányinfó keretében úgy reagált, hogy bár vannak megfontolandók a diákok által benyújtott javaslatcsomagban, de mivel a választási kampány alatt tüntettek a diákok, ezért az akciót politikai indíttatásúnak véli.
A 2018. április 8-i országgyűlési választás után „Mi vagyunk a többség” címmel tartott ellenzéki demonstráción felszólalt.

## Bírálatok
A PestiSrácok.hu internetes hírportál a 2016. június 11-i pedagógus- és diáktüntetés kapcsán Gyetvait bírálta az ellenzéki megnyilvánulásai miatt, illetve hogy a Diákparlamanttel együtt Soros György érdekkörébe tartozik. Ehhez hasonló bírálatot fejezett ki Máté T. Gyula a Mandiner híroldalon közölt véleménycikkében is. A diák ezzel kapcsolatban peres úton kért és kapott helyreigazítást a Pesti Srácoktól.